# Matthew Holmes
Matthew Theodore Holmes es un actor australiano, conocido por haber interpretado a Chris Blake en la serie australiana Sea Patrol. 

## Biografía
Matt asistió al Newington College de 1981 a 1993. 
Obtuvo un diploma avanzado en actuación en la Escuela de Actores de Teatro y Televisión (en inglés: Actors College of Theatre and Television).

## Carrera
Del 2005 al 2006 apareció como personaje recurrente en la serie Blue Heelers donde dio vida al policía Matthew "Matt" Graham, papel que interpretó por casi dos años.
En el 2008 interpretó al oficial mayor Sam Webster en la serie Out of the Blue.
En el 2007 se unió al elenco de la serie australiana Sea Patrol, donde interpreta al contramaestre, médico y encargado de la navegación Chris "Swain" Blake.
En el 2013 apareció como invitado en un episodio de la serie norteamericana Castle donde interpretó a Chase Diggins.

## Filmografía
Series de televisión
| Año         | Serie           | Personaje     | Notas                                |
| ----------- | --------------- | ------------- | ------------------------------------ |
| 2013        | Perception      | Phil Carlson  | episodio "Neuropositive"             |
| 2013        | Castle          | Chase Diggins | episodio "The Fast and the Furriest" |
| 2007 - 2011 | Sea Patrol      | Chris Blake   | 67 episodios                         |
| 2010        | Cops: L.A.C.    | Ian Lothar    | episodio "Ladies' Night"             |
| 2008        | Out of the Blue | Sam Webster   | 16 episodios                         |
| 2005 - 2006 | Blue Heelers    | Matt Graham   | 21 episodios                         |
| 2005        | All Saints      | Pete Sinclair | episodio "Time Bomb"                 |

Películas
| Año  | Película                  | Personaje     | Notas                                                               |
| ---- | ------------------------- | ------------- | ------------------------------------------------------------------- |
| 2014 | Outpost 37                | North         | junto a Reiley McClendon, Douglas Tait, Joe Reegan & Rick Ravanello |
| 2012 | Black & White & Sex       | Entrevistador | junto a Katherine Hicks & Saskia Burmeister                         |
| 2005 | BlackJack: Ace Point Game | Derek Chubb   | junto a Colin Friels, David Field & Craig McLachlan                 |
| 2005 | BlackJack: In the Money   | Derek Chubb   | junto a Colin Friels, David Field, Max Cullen & Marta Dusseldorp    |
| 2004 | Arranged                  | -             | corto                                                               |

Teatro
| Año | Obra                        | Personaje  | Director (a) | Teatro                | Notas |
| --- | --------------------------- | ---------- | ------------ | --------------------- | ----- |
| -   | Shorter & Sweeter           | -          | -            | Sydney Opera House    | -     |
| -   | This Savage Parade          | -          | -            | Fig Tree Theatre      | -     |
| -   | Shakespeare on Trial        | -          | -            | -                     | -     |
| -   | Attempts on Her Life        | -          | -            | -                     | -     |
| -   | A Kind Heart & A Big Donger | Kind Heart | -            | Belvoir St Downstairs | -     |
| -   | Ball Game                   | -          | -            | Belvoir St Downstairs | -     |
| -   | Lady Windermere's Fan       | -          | -            | Darlinghurst Theatre  | -     |

Apariciones
| Año  | Título                                                              | Notas                  |
| ---- | ------------------------------------------------------------------- | ---------------------- |
| 2007 | Campaña Para la Prevención de Conducir Bajo los Efectos del Alcohol | apareció en el anuncio |
| 2007 | Seek And You Will Find                                              | -                      |
| -    | Working Like a Machine?                                             | anunció de Kit Kat     |